# مونوباز یکم
مونوباز یکم (همچنین با نام های بازئوس یا مونوبازوس نیز شناخته می شود؛ عبری: מֻנְבָּז‎ پادشاه آدیابن که تحت نظر شاهنشاهی اشکانی دهه‌های ۲۰ و ۳۰ قرن یکم پس از میلاد بود. او شوهر (و برادر) ملکه هلنا آدیابن بود. او با هلنا پدر ایزاتس دوم و مونوباز دوم شد. مونوباز دوم، پسر مونوباز یکم، در روایتی در تلمود نقل شده است که در آن از او انتقاد می شد که به اندازه اجدادش ثروت جمع نکرده است. پاسخ او این بود: «پدران من در پایین و من در بالا انبار می کنم. . . پدران من در جایی ذخیره کرده اند که قابل دستکاری نیست، اما من در جایی ذخیره کرده ام که قابل دستکاری نیست… بابا باترا 11a).